# Hôtel Deprez-Van de Velde
L'Hôtel Deprez-Van de Velde est un bâtiment de style « Art nouveau » édifié à Bruxelles-ville par l'architecte Victor Horta.

## Localisation
L'Hôtel Deprez-Van de Velde est situé au numéro 3 de l'avenue Palmerston, juste en face de l'Hôtel van Eetvelde, dans le « quartier des Squares » riche en réalisations des grands maîtres de l'Art nouveau bruxellois comme Victor Horta (Hôtel van Eetvelde, Maison-atelier du sculpteur Pierre Braecke), Léon Govaerts (Hôtel Defize), Gustave Strauven (Maison Saint-Cyr, Maison Van Dyck, Maison Strauven), Victor Taelemans...

## Historique
C'est en 1895-96 que Victor Horta construisit, à l'angle de l'avenue Palmerston et de la rue Boduognat, cet hôtel de maître pour Georges Deprez, directeur des cristalleries du Val Saint-Lambert, et sa femme, Madame Van de Velde.
L'édifice original de Victor Horta ne présentait que trois travées le long de l'avenue Palmerston mais, en 1910, le nouveau propriétaire, Henri Renkin, fit agrandir l'hôtel par les architectes M. et R. Genard. La maison située à droite de l'hôtel fut démolie et la façade de l'hôtel passa de trois à cinq travées. L'ancienne travée de droite qui intégrait une porte d'entrée et une loggia est maintenant totalement méconnaissable.
On notera cependant que cette extension s'est faite en respectant le style de Horta.
En 1963, le nouveau propriétaire des lieux, l'architecte Jean Delhaye (un collaborateur de Victor Horta) réaménage l'intérieur de l'immeuble et rehausse l'extension des architectes Genard d'un quatrième étage.
L'Hôtel Deprez-Van de Velde a été classé par arrêté royal du 21 juin 1971, soit cinq ans avant l'Hôtel van Eetvelde (mais en même temps que son extension du numéro 2 avenue Palmerston) !!!

## Architecture

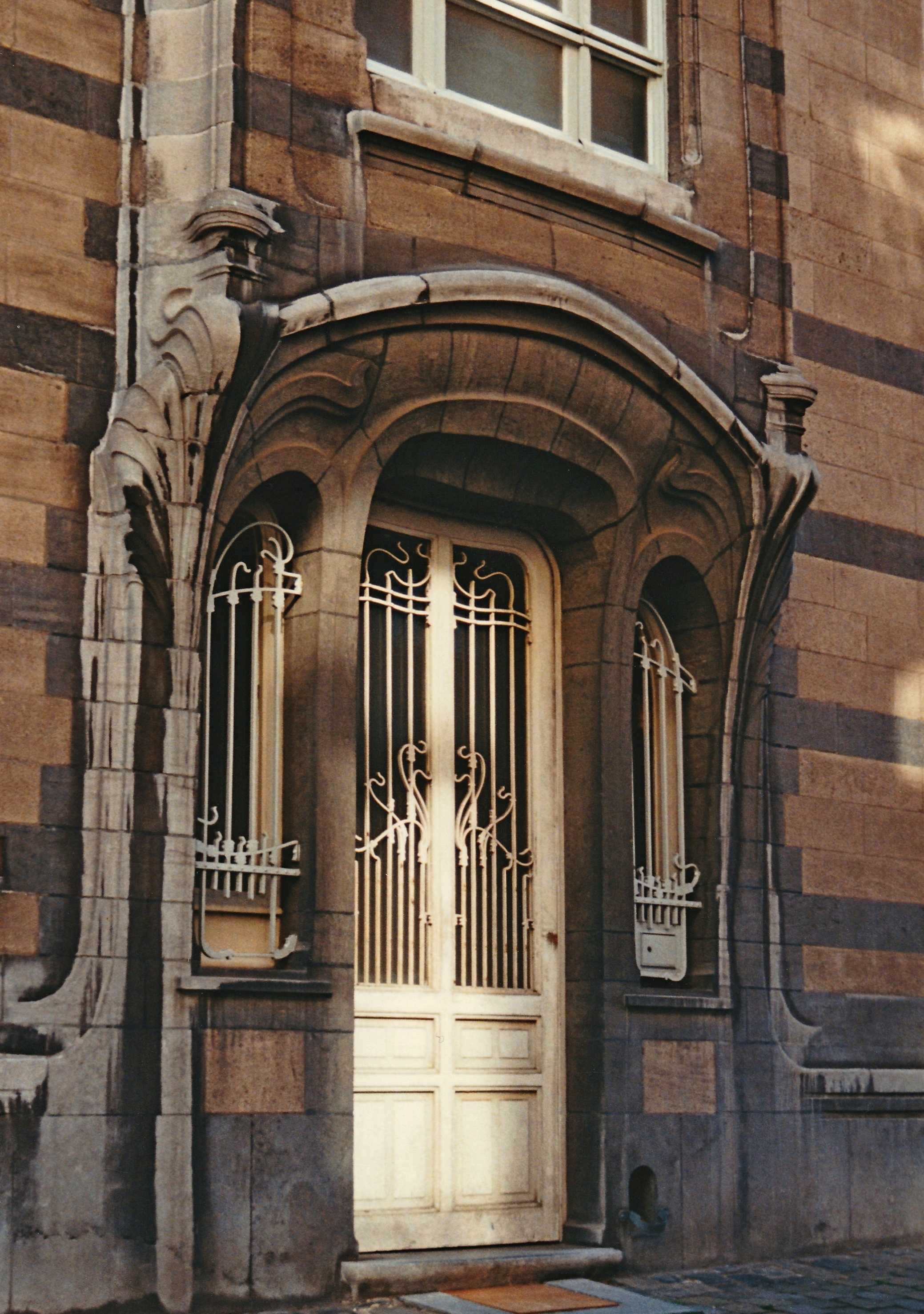
Porte de la rue Boduognat.

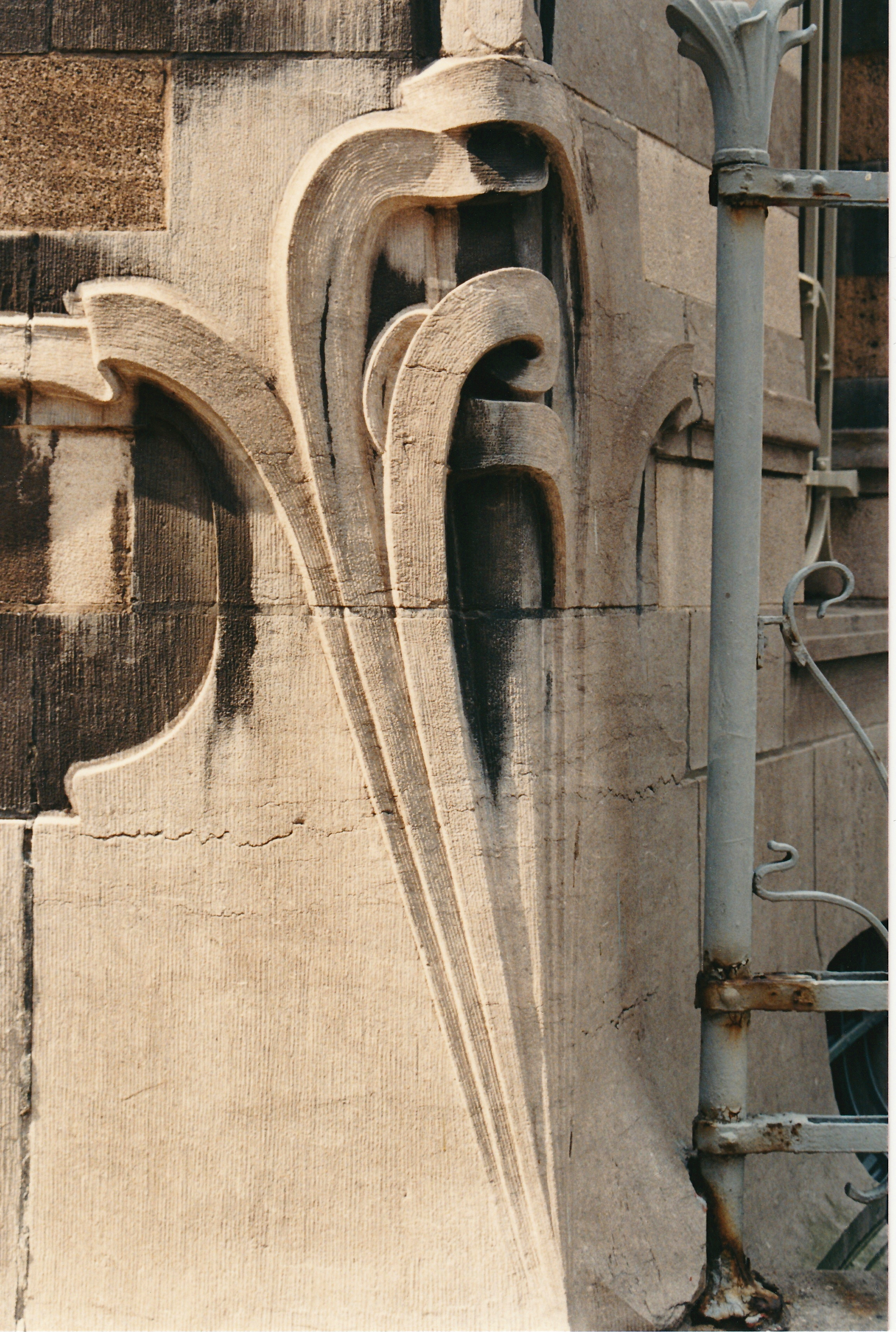
Décoration sculptée qui orne l'angle.

### Structure et matériaux
L'Hôtel Deprez-Van de Velde présente un soubassement en pierre bleue et des façades en pierre blanche striées de bandeaux de pierre bleue au rez-de-chaussée et au premier étage.

### Baies et arcs
Une caractéristique souvent rencontrée chez Horta, et que l'on retrouve ici, est l'utilisation de baies surmontées d'arcs en anse de panier légèrement brisés. Les baies du rez-de-chaussée, petites et rectangulaires, font cependant exception.

### Façade de l'avenue Palmerston
Précédée d'un jardinet délimité par une clôture en fer forgé de style Art nouveau, la façade de l'avenue Palmerston présente cinq travées asymétriques, dont seules les deux de gauche (du côté de la rue Boduognat) sont de Horta. 

#### Travées de Victor Horta
La deuxième travée à partir de la gauche constitue assurément la pièce de résistance de cette façade.
Cette large travée présente un puissant oriel à trois pans reposant sur de remarquables consoles typiques de la « ligne en coup de fouet » chère à Horta. Ces consoles enserrent une fenêtre tripartite compartimentée par des colonnettes en fonte. Chacune des faces de l'oriel est percée au premier étage et au deuxième étage d'une fenêtre à arc en anse de panier légèrement brisé. L'oriel est surmonté d'une terrasse qui précède la fenêtre rectangulaire à meneaux de pierre du troisième étage.
L'étroite travée de gauche, toujours de Horta, est formée de la superposition d'une étroite fenêtre rectangulaire au rez-de-chaussée et de deux fenêtres à arc légèrement brisé aux étages.

#### Travées des architectes Genard
Les trois travées de droite, édifiées en 1910 par les architectes Genard, constituent une élégante réplique stylistique de la travée de gauche de Horta.
La travée centrale est percée au rez-de-chaussée d'une entrée sous porche encadrée de part et d'autre d'une série de fines baies au linteau chantourné.
Le porche est surmonté au premier étage d'un balcon et d'une baie en triplet à laquelle répond un couple de baies jumelées au deuxième étage.

### Façade de la rue Boduognat
La façade de la rue Boduognat vaut surtout par sa remarquable porte d'entrée, une des plus belles de l'Art nouveau à Bruxelles.
Cette porte est flanquée de deux fenêtres latérales sous arc rampant et s'inscrit dans un exceptionnel encadrement de pierre bleue couronné par un grand arc légèrement brisé dont les sommiers sont ornés de motifs végétaux sculptés où triomphe la « ligne en coup de fouet ».
Cette entrée monumentale est surmontée d'un oriel à pans latéraux concaves, montant jusqu'au dernier étage.
Un autre élément important de cette façade est la remarquable décoration sculptée qui en orne l'angle : des motifs végétaux en forme de longues feuilles se détachent progressivement du soubassement en pierre bleue pour s'épanouir de part et d'autre de l'angle du bâtiment et se prolonger en un ruban vers les fenêtres voisines.

## Accessibilité
| ___ | Ce site est desservi par la station de métro : Schuman. |